# Urachiche
Urachiche es la capital del Municipio Urachiche, ubicada en la Región Centroccidental de Venezuela. Tiene una extensión de 170 km² y para el año 2015 se estimó una población de 24.511 habitantes, con base al censo realizado en el año 2011. Su nombre deriva de la voz indígena utilizada para designar a una especie de ave que construye su nido con ramas y barro (Furnarius leucopus).
Esta población se encuentra ubicada en la porción occidental del estado Yaracuy, distante aproximadamente 35 km de la ciudad de San Felipe y 40 km de Barquisimeto. Es reconocida por sus refrescantes balnearios, sus constantes precipitaciones en el periodo de lluvias y por la calidez y afectuosidad de sus pobladores.
Son características de su orografía el río Urachiche, el cual cruza de norte a sur la autopista centrooccidental Cimarrón Andresote. Dicho río nace en el cerro Palo Negro, perteneciente a la sierra de Aroa, el cual impone su figura al norte de la ciudad, aun cuando se identifica claramente que se ha llegado a Urachiche, en virtud de unos imponentes silos cerealeros situados al sur de la población, los cuales quedan allendes a la Autopista Centro Occidental Cimarrón Andresote (antes Rafael Caldera).
Pertenece al municipio, el sector Quibayo del Monumento Natural María Lionza, centro de atracción turística mágico-religiosa; su culto se ha extendido a todo el país y también al mundo. Cada 12 de octubre marialionceros, religiosos, creyentes e investigadores se dan cita en el Monumento para llevar a cabo el Baile de la Candela realizado en su honor.
Se destaca la localidad por las festividades de la Semana Mayor con las procesiones de hermosas imágenes de la pasión y muerte de Jesus por las principales calles de la ciudad, así como las fiestas patronales en honor a San Juan Bautista, las cuales coinciden con la celebración de la fundación de la ciudad el día 24 de junio, y se festejan con gran fervor y entusiasmo, ya que éste representa el santo patrono de esta localidad

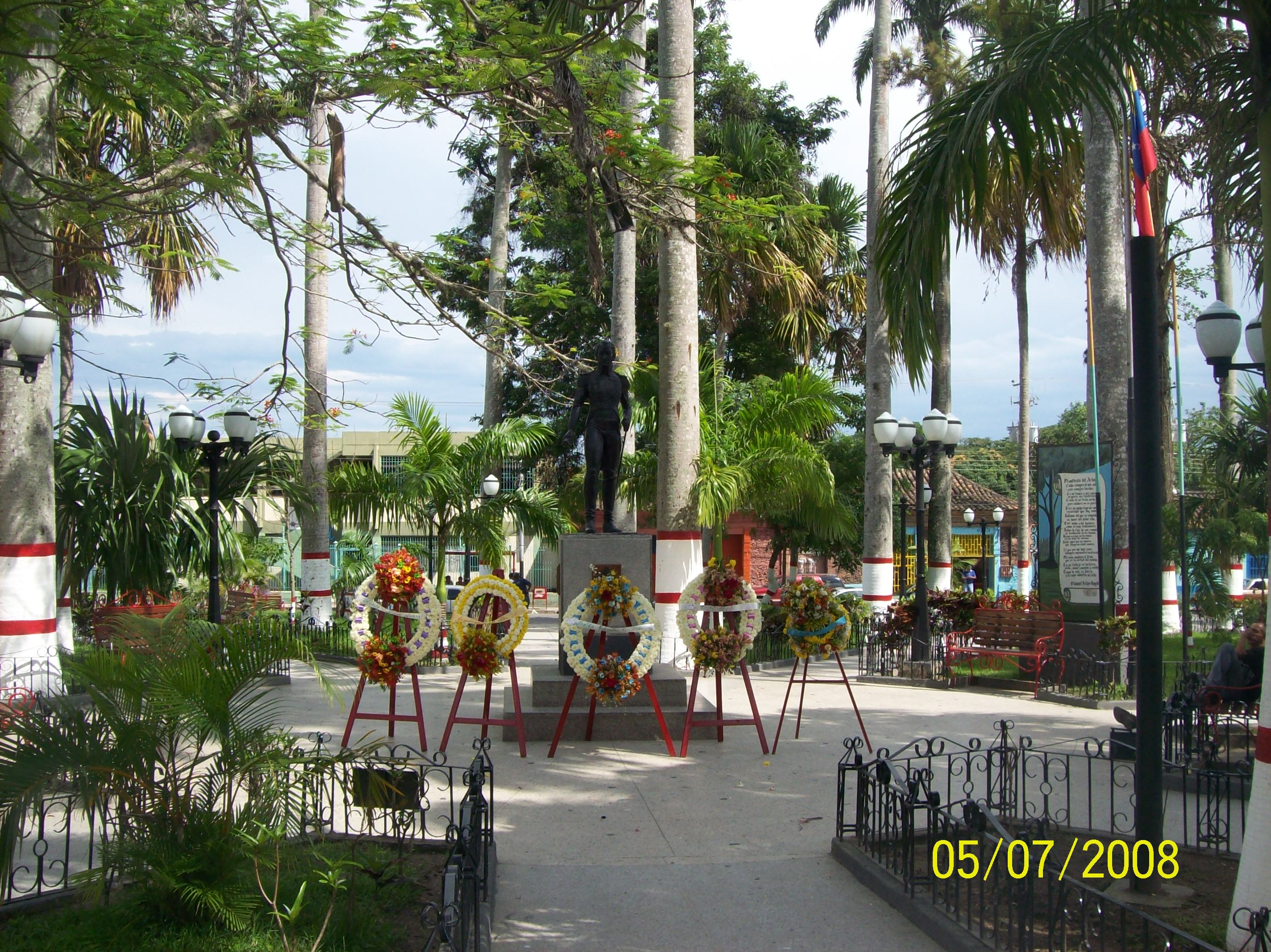
Plaza Bolívar de Urachiche.

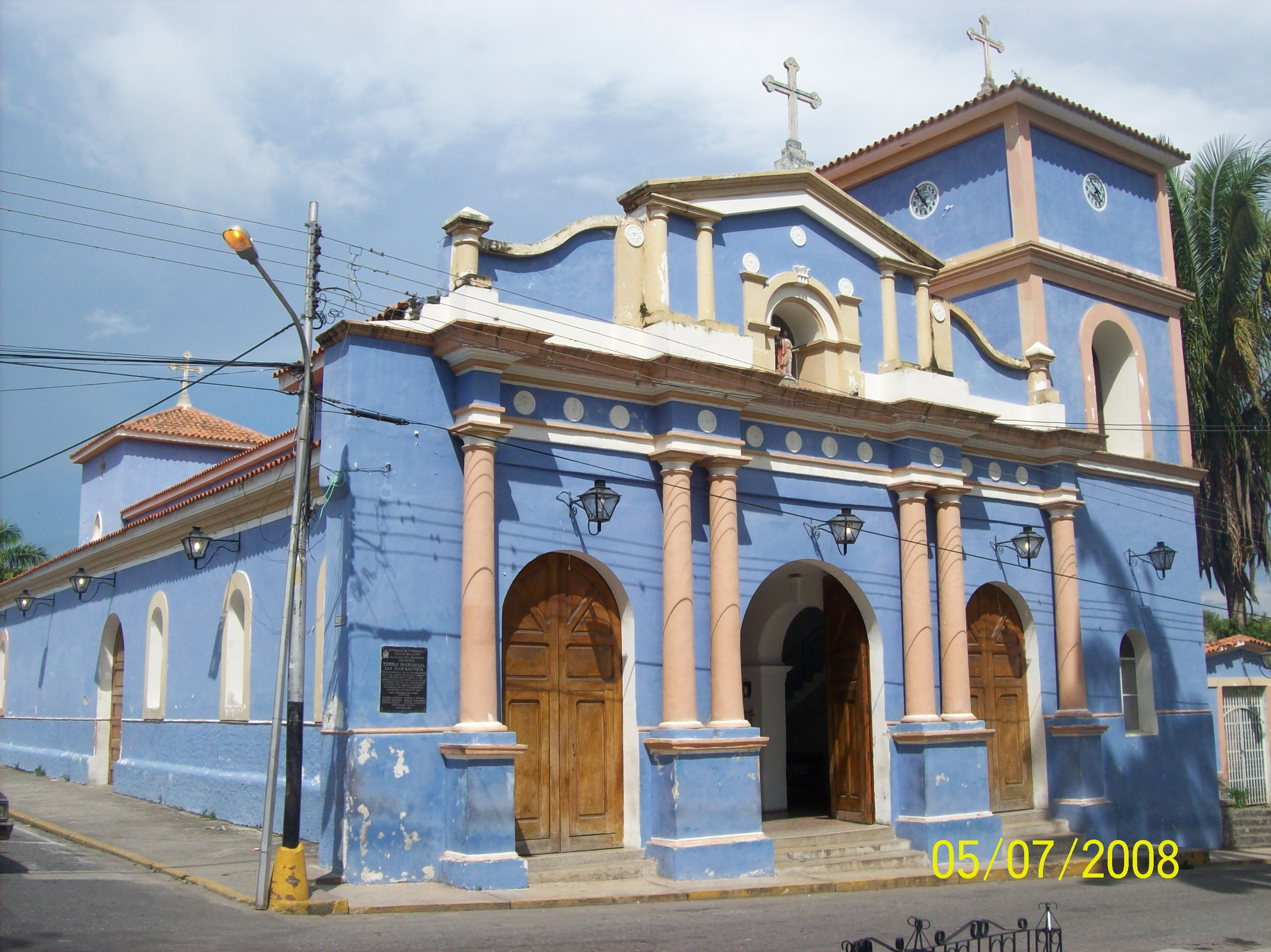
SIP de Urachiche.

## Historia

### SigloXVII
Urachiche, conocido en sus primeros tiempos como San Juan Bautista de Orachiche, formaba parte de la sucesión de pueblos de indios fundados en 1620 por orden del Gobernador de la Provincia de Venezuela Francisco de la Hoz Berrío durante el ejercicio de su mando que abarcó los años de 1616 a 1621; y el obispo Gonzalo de Angulo; San Juan Bautista de Orachiche, como se conoció originalmente la población; surge como resultado de la reducción de las tribus de indígenas caquetíos que habitaban su espacio desde la época precolombina a convivir en un lugar definido; esto como resultado de la aplicación de las ordenanzas del Gobernador Sancho de Alquiza, emanadas en 1606.
Las tribus aborígenes que poblaban el espacio del actual Urachiche, eran los Camunares, los cuales estaban asentados en la margen izquierda de la quebrada los Rayos, los Chirimaques ubicados al noroeste de la población actual, en las cercanías del río Tejar y los Guachires que ocupaban las cercanías de la quebrada Palacios.

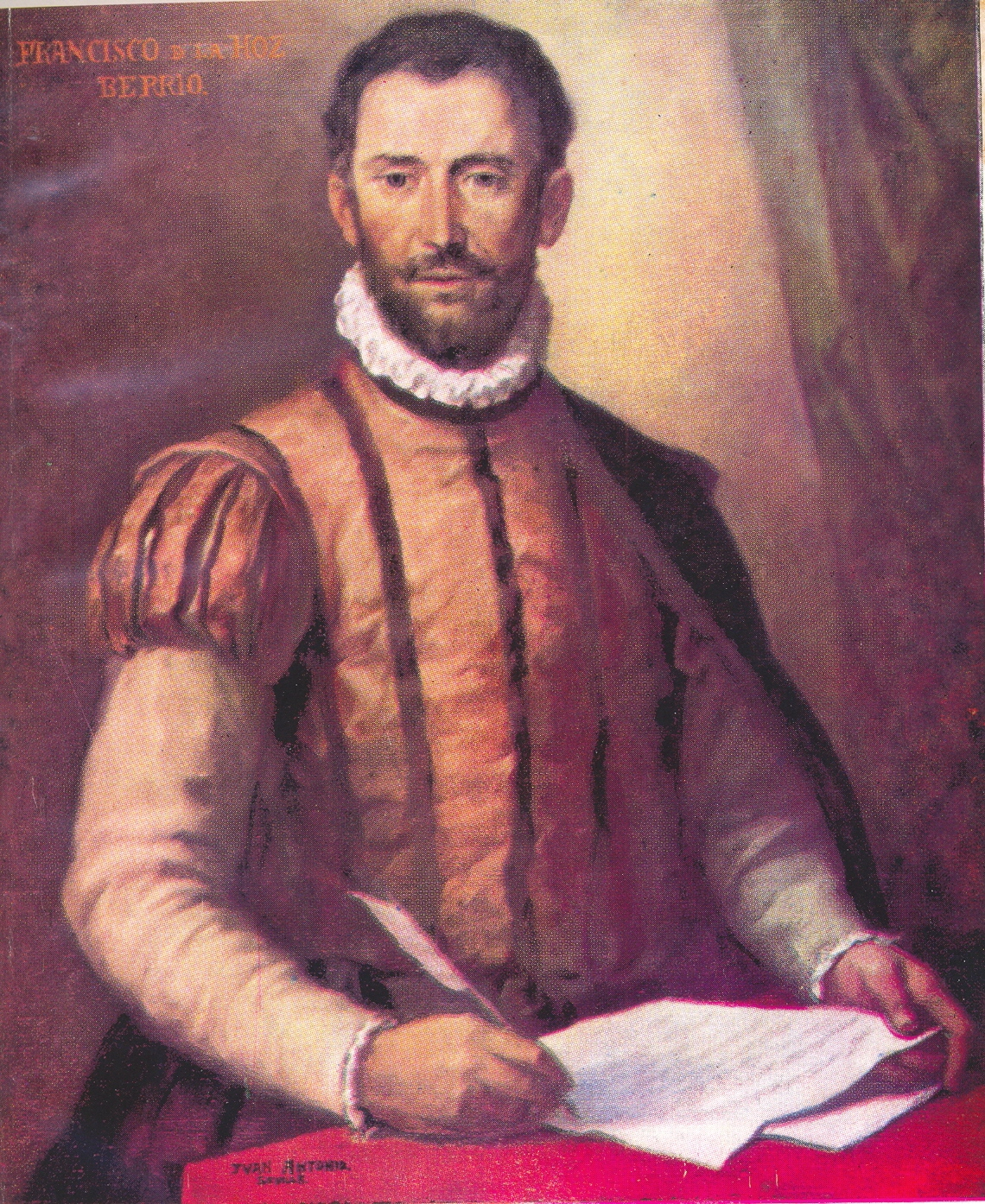
Don Francisco de la Hoz Berrío y Oruña, Fundador de Urachiche

La reducción de aborígenes fue un mecanismo de poblamiento implementado por la Corona española, que consistía en confinar a un determinado grupo de indígenas que no habían sido asignados en encomiendas y que permanecían libres en estancias o dispersos por el territorio, a coexistir en un lugar determinado, con el objetivo principal de ser adoctrinados en la fe cristiana.
Estas reducciones de indios gozaron de cierta autonomía, ya que podían elegir a sus propias autoridades tales como alcaldes y regidores, sin embargo a partir de 1690 por Real Decreto todas las reducciones son convertidas en pueblos de doctrina, de allí que se indique que Urachiche nazca como un pueblo de indios
Los primigenios habitantes de Urachiche fueron indígenas de filiación caquetía, los cuales pertenecían a la familia lingüística arawak. Su territorio antes de la penetración europea, se extendía desde la boca del Yaracuy como borde oriental y por el occidente se ensanchaba hasta las costas orientales del lago de Maracaibo. Los caquetíos eran aborígenes pacíficos dedicados principalmente a las actividades agrícolas y a la pesca de agua dulce.
Para la fundación del pueblo, las autoridades de la Corona española tomaron como lugar de referencia un punto que quedara equidistante de los tres lugares de origen de las tribus que darían origen a Urachiche y que de igual forma proveyera a la nueva población de agua dulce y tierras fértiles para laborar la agricultura. Para ello tomaron el triángulo que se forma por la confluencia de los ríos Cocorotico y Tejar, ya que este emplazamiento garantizaba el establecimiento y previsible crecimiento de la población recién fundada.
Hasta la actualidad no se conoce ningún documento que avale y muestre datos exactos sobre la fundación de Urachiche, sin embargo se deduce su fundación en 1620, ya que existen documentos que señalan que fue uno de los ocho pueblos de doctrina fundados en la jurisdicción de Nueva Segovia de Barquisimeto en dicho año, aparte de ello con la visita pastoral del obispo Fray Gonzalo de Angulo en 1625, se certifica la fundación del poblado en fechas anteriores a este año.
A pesar de que el pueblo fue fundado en las primeras tres décadas del siglo XVII, no logró su estabilización definitiva como núcleo poblacional hasta finales del siglo, ya que como consecuencia natural, los indígenas que habían sido reducidos a convivir en él, con el tiempo huían hacia sus lugares de origen, bien fuera por los maltratos recibidos de los españoles o por su resistencia a renunciar a sus creencias ancestrales para asumir la fe católica y el idioma castellano.
En el momento de la fundación de San Juan Bautista de Orachiche, las autoridades españolas demarcan la cuadrícula central, en la cual se ubicaba la plaza mayor, hoy conocida como plaza Bolívar y a su alrededor la casa de gobierno, la iglesia y el cementerio, así como las residencias de los descendientes de los conquistadores.
Alrededor y alejado de esta núcleo central se situaban los hogares de los mestizos y más alejados aún las viviendas de los indígenas. De esta forma la organización del espacio de la ciudad colonial es una viva ejemplificación de la estructura social imperante en la época de la conquista española.
El nombre original de San Juan Bautista de Orachiche viene por la costumbre española que conllevaba la fundación de las nuevas poblaciones con un topónimo aborigen precedido por el de algún miembro del santoral católico, correspondiéndole a Urachiche el de San Juan Bautista, que fue designado como santo patrón de la localidad; con el correr del tiempo la O de Orachiche se transformó en U y es el Urachiche que se conoce en la actualidad.
Visitado personalmente en 1625 por el obispo Angulo, formaba una doctrina de indios con Cuara y Chivacoa y todavía no se había construido la iglesia por oposición de los encomenderos a la política poblacional de aquellos funcionarios.

### SigloXVIII
El 30 de octubre de 1702 el obispo Diego de Baños y Sotomayor decretó la separación de la doctrina de Cuara y Chivacoa de la de Urachiche, aprobada por el gobernador Nicolás Eugenio de Ponte el 2 de noviembre siguiente. El día 7 fue nombrado su primer doctrinero, el presbítero Francisco Juan de Tovar.
Era zona de haciendas de cacao y otros productos agrícolas que se comercializaban por Barquisimeto, hasta que en 1730 se instaló en San Felipe la Compañía Guipuzcoana, que obligó a los hacendados y pequeños productores a entregar el cacao en esa ciudad; con el tiempo las demás actividades se fueron orientando también en esa dirección, en detrimento de Barquisimeto.
Según la Relación de Juan de Salas, del 27 de agosto de 1765, Urachiche tenía 1.039 habitantes; 328 de ellos indígenas y 611 de otras castas. Fue visitada por el obispo Mariano Martí el 27 de febrero de 1782, quien dice que se llamaba en tiempos antiguos Arachiche y para ese entonces San Juan Bautista de Orachiche; tenía iglesia de bahareque con techo de madera y teja, se producía algodón, arroz, cacao, caña de azúcar, frijoles, maíz, ñame, plátano, yuca y era tan fértil que se daba cualquier cosa que se sembraba. También se producían y se vendían tejidos de algodón.
Los indígenas pertenecían a las encomiendas del sargento mayor Juan de Alaejos Maldonado y del capitán Carlos Ruiz de la Parra, había capitán y cabildo indígena y para 1781 tenía una población de 1.350 habitantes distribuidos en 200 casas.

### SigloXIX
En el marco de la guerra de independencia de Venezuela el 28 de mayo de 1821 es ocupada por el coronel Juan de los Reyes Vargas, quien cumplía órdenes del libertador Simón Bolívar de trasladarse a la sabana de Carabobo donde se efectuaría la célebre Batalla de Carabobo el 24 de junio del mismo año.
El 17 de marzo de 1855 el Congreso de la República crea la Provincia de Yaracuy, compuesta por los cantones San Felipe y Yaritagua de la provincia de Barquisimeto y Nirgua de la de Carabobo, con San Felipe como capital. Y se crearon nuevos cantones: Urachiche formado por las parroquias Urachiche, Chivacoa como capital y Campo Elías (antigua Cuara) y el cantón Sucre, integrado por las parroquias Guama, Aroa y San Pablo (Yaracuy). Este decreto es firmado por el presidente José Tadeo Monagas el 19 de marzo de 1855. Pocos días después el 23 de abril de 1855 la capital del cantón Urachiche es trasladada de Chivacoa a Urachiche que fue elevada como cabeza de cantón.
Durante la Guerra Federal, fue escenario de diversos encuentros. El 20 de febrero de 1859 Prudencio Vásquez y José Blandfort a la cabeza de unos cuantos hombres, se pronunciaron por la revolución en Urachiche, pero no fueron adelante por falta de elementos de guerra, en tanto que Vásquez fue reducido a prisión, logrando luego escaparse internándose en los montes vecinos. El 28 de marzo de 1859, el general Ezequiel Zamora  creó el estado federal Yaracuy, integrado por Yaritagua, San Felipe, Urachiche, Guama y Nirgua, con lo cual deja de ser provincia de Carabobo y alcanza su autonomía. Luego de la toma de San Felipe y la proclamación del estado federal Yaracuy, el general Ezequiel Zamora atraviesa el estado rumbo al occidente del país, a su paso por Urachiche se le une el caudillo Prudencio Vásquez junto a sus hombres.
Fue ocupada en marzo de 1862 por las tropas del comandante centralista Nicolás Torrellas, quien derrotó al federalista Antonio Mendoza. En noviembre, tuvo lugar otro combate entre las tropas federalistas de José Desiderio Trías y las centralistas de Martiliano Romero y Adolfo Antonio Olivo. En noviembre del mismo año es ocupado por las tropas del general José Desiderio Trías, quien venía replegándose desde San Felipe, luego de la toma de dicha ciudad por las tropas centralistas al mando del comandante Daniel Torrellas. A finales de 1863 fallece en combate librado en las cercanías de Dabajuro el general federalista y anterior jefe civil y militar del estado Yaracuy José Eduvigis Rivero, nativo de Urachiche
La ley de Régimen Municipal de 1865 organizó el territorio del estado federal Yaracuy en cinco departamentos: San Felipe, Sucre, Yaritagua, Nirgua y Urachiche, el cual fue dividido en las parroquias Chivacoa, Libertad, Campo Elías y Urachiche como capital departamental. El 21 de septiembre de 1870 se dio allí la batalla entre las tropas guzmancistas de Matías Salazar y León Colina que derrotaron a las de José María Hernández e Ignacio Galán en Camunare Rojo.
A finales de septiembre de 1876 en las cercanías de Urachiche, fue asesinado por partidarios de Francisco Linares Alcántara, el General Juan Fermín Colmenares, excandidato presidencial y nativo del caserío "San Nicolás" perteneciente a Yaritagua.
Nacieron allí los militares y políticos federalistas Prudencio Vásquez, José Eduvigis Rivero y el militar y político Juan Victoriano Giménez.
Vivió y trabajó allí el militar, político y periodista Telasco Mac Pherson, quien publicaría su primer periódico: El Gegén (1.875); le seguirían La Democracia (1.878); Ecos y La Voz de Urachiche (1.887); El Rayo (1.894); El Rayo de Luz y El Voto Libre (1.897); El Compás y El Restaurador (1.901).

### SigloXXy actualidad
En 1903 la localidad fue ocupada por Rafael Montilla, alzado contra el presidente Cipriano Castro y tiene lugar la batalla de Urachiche el día 15 de febrero de ese año, contra las tropas de Rafael González Pacheco, por aquel entonces presidente del estado; la ciudad fue tomada casa por casa combatiéndose en las calles. En 1910 se instaló el servicio de correos y telégrafos. Posteriormente con la llegada de la democracia se da el proceso de consolidación de barrios y comunidades. 
Con la reforma agraria se masifica la distribución de la tierra lo cual favorece el éxodo campesino desde las comunidades rurales hacia el centro del municipio, el cual se va urbanizando paulatinamente. El 18 de marzo de 1960, durante el gobierno de Rómulo Betancourt, fue declarado mediante el Decreto n.º 234 las montañas de Sorte, Quibayo y El Loro como monumento natural María Lionza, lugar donde nace el río Yaracuy.
En mayo de 2015, durante unas excavaciones realizadas en el sector Corozal al sur del municipio, un grupo de obreros de una empresa constructora realizó accidentalmente el hallazgo de una vasija de arcilla con una osamenta humana, restos de otros cuerpos y una diversidad de adornos hechos con conchas de caracol, que forman parte, de acuerdo con las investigaciones iniciales, de un cementerio aborigen de la época prehispánica. Los restos se someterán a estudios con el propósito de determinar a qué comunidad pertenecen los restos humanos, verificar las teorías existentes en cuanto a las poblaciones originarias que habitaban la zona y fomentar el inicio de estudios serios que contribuyan a esclarecer el pasado cultural de la zona y de todo Yaracuy
Hoy; Urachiche es una pujante localidad dedicada a la producción agrícola y pecuaria, con una creciente actividad agroindustrial, financiera y educativa lo cual ha incidido en su conversión en una población en franco desarrollo.

## Geografía

### Localización

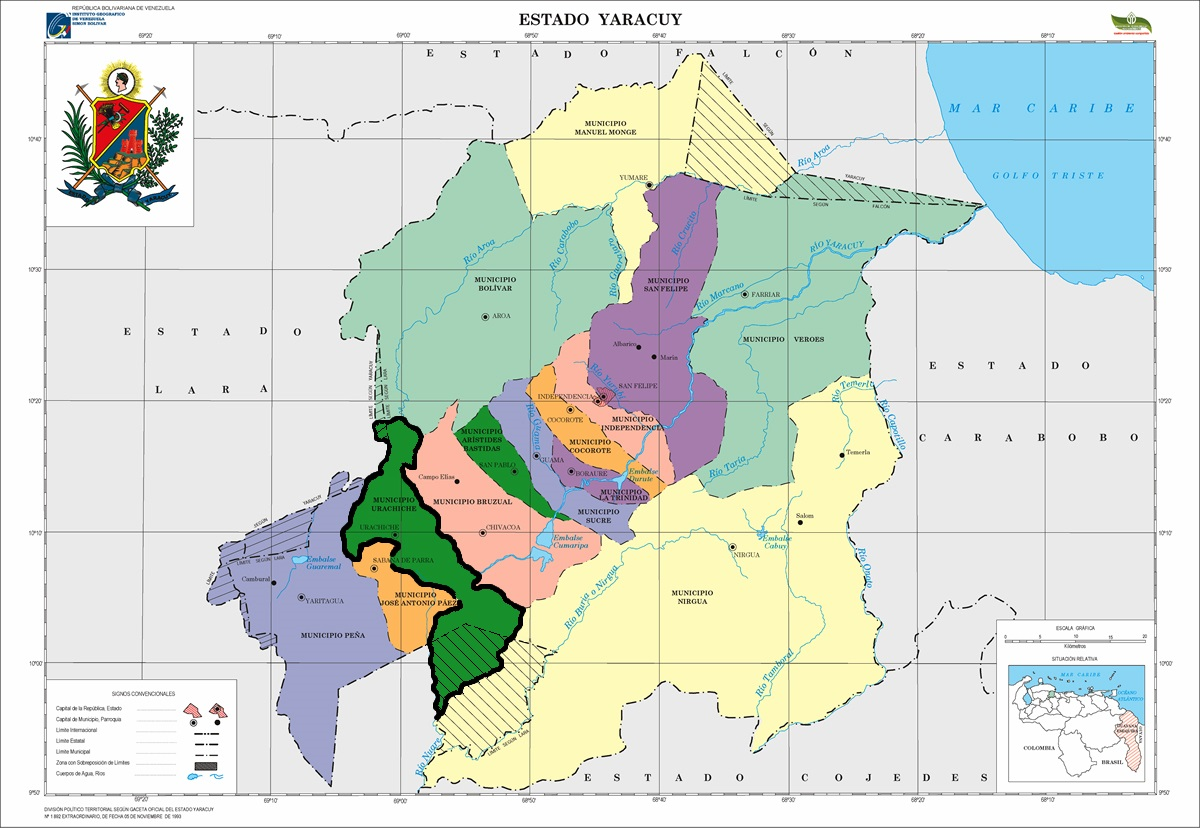
Mapa del estado Yaracuy con la localización de Urachiche

El municipio se ubica al suroeste del Estado Yaracuy, en el piedemonte de la sierra de Aroa, en la región Costa-Montaña de Venezuela, cuenta con una extensión aproximada de 170 km². Cabe destacar que este municipio posee importantes recursos de minerales no metálicos, en especial yeso, arena, sulfatos entre otros. Se halla a 472 mt de altitud en la terraza formada por la unión de los ríos Cocorotico y Tejar, los cuales forman el río Urachiche, principal afluente en la cuenca alta del río Yaracuy y al pie del cerro Palo Negro de la sierra de Aroa.
En su territorio nacen los dos principales cursos de agua del estado; el río Aroa que nace al norte del municipio y el río Yaracuy que nace en la serranía de La Enjalma, perteneciente a la formación orográfica del Macizo de Nirgua ubicada al sur de la localidad. La temperatura media es de 25 °C con precipitaciones medias anuales de unos 1000 mm. Se comunica por medio de la autopista Cimarrón Andresote con San Felipe (45 km) y con Barquisimeto (46 km).

### Relieve
La depresión de Yaracuy tiene una altitud en su parte más alta que alcanza los 1000 y 2000 metros y en su parte media posee estructuras que alcanzan de 500 a 1000 metros sobre el nivel del mar en sus formaciones montañosas y de colinas. Por su parte el área del valle puede alcanzar una altitud que siguen desde los 0 metros hasta los 500 m s. n. m.
La depresión de Yaracuy se destaca de otras regiones de Venezuela ya que su suelo se destaca entre los más fértiles y cultivados del país.
Al noroeste de la depresión se levanta la Sierra de Aroa y el macizo de Nirgua al sur. Estos son dos pilares abruptos que corresponden a una línea de falla muy definida. El fondo de la depresión de Yaracuy es bastante plano, muy regular y solamente inclinado hacia el mar. 
Dicha depresión forma parte del Sistema Coriano y conecta la depresión de Barquisimeto con los llanos y zonas costeras del mar Caribe.
Por su parte la Sierra de Aroa tiene mayor importancia altitudinal ya que constituye un bloque levantado o horst frente a la fosa tectónica o graven de la depresión de Yaracuy y se caracteriza por su clima húmedo y su espesa vegetación. Presenta accidentes topográficos caracterizados por la presencia de colinas y montañas con pendientes abruptas y terrenos moderadamente escarpados. Esta depresión se originó por dos grandes fallas que separaron las montañas de Nirgua de la sierra de Portuguesa y Aroa. El amplio surco Turbio Yaracuy es el más destacado, hacia el sur va el río Turbio en su curso medio y hacia el norte, dicho surco separa la sierra de Aroa de la cordillera de la costa y por él va el río Yaracuy elevándose este sistema por encima de los 1700 metros.

### Clima
Según la  clasificación climática de Köppen, el Yaracuy posee diferentes tipos climáticos con temperaturas medias mensuales que alcanzan en sus zonas más elevadas; temperaturas entre 20 y 25 °C tal es el caso de la sierra de Aroa y en el macizo de Nirgua. Por su parte en la depresión de Yaracuy se experimentan temperaturas de 25 a 28 °C, también posee una precipitación que varía entre los 2500 y 2000 mm en sus zonas más lluviosas y 2000 a 1500 en su zona más seca. Según la  clasificación climática de Köppen, la sierra de Aroa al ser la zona más alta del estado posee un clima cálido con lluvias sin estación seca; éste se caracteriza porque el período lluvioso dura todo el año; la temperatura media mensual es mayor a los 18 °C durante todo el año.
La depresión de Yaracuy posee un clima de sabana lluvioso con estación seca, el cual se caracteriza por la persistencia de temperaturas altas durante todo el año, ya que la media mensual se sitúa por encima de los 16 °C, el periodo seco se extiende de diciembre hasta mayo.
Urachiche sigue el patrón climático de la Cuenca del río Yaracuy. Los vientos alisios cargados de humedad penetran el valle, entran en contacto con la sierra de Aroa y se ven obligados a ascender, provocando la condensación y posterior precipitación.
Los vientos dominantes en la región son los alisios del noreste que penetran en la depresión la cual presenta una dirección sudoeste-noreste. Estos vientos que soplan todo el año avanzan libremente por el surco orográfico, al alcanzar la parte occidental del surco la intensidad del viento disminuye y se desvían hacia Barquisimeto.

### Suelos
Los suelos se caracterizan por ser del tipo ultisols, los cuales presentan un horizonte superficial más rico en arcilla pero son más ácidos y pobres en nutrientes para las plantas. Se presentan en zonas de clima generalmente más cálido y húmedo que los entisols, y se encuentran especialmente al oeste del lago de Maracaibo, en la cordillera andina, al norte de Guayana, en la región amazónica y en algunas partes de la sierra de Aroa.
Asimismo se presentan suelos del tipo entisols los cuales son suelos sin desarrollo horizontal. Esto se debe a dos razones principales, la primera de ellas es su origen reciente debido a los depósitos aluviales, a su continua renovación por estar sometidos a continuos procesos de erosión como es el caso de las zonas montañosas de altas pendientes o también debido a que están formado por materiales muy resistentes a la meteorización tales como los depósitos arenosos.

### Geología
Posee formaciones rocosas provenientes del cretáceo superior e inferior específicamente de la era mesozoica. En el norte de América del Sur, como una secuencia de las fallas que en su conjunto formaron el valle del Yaracuy y la sierra de Aroa. Durante el cretáceo superior ocurrió la elevación de la cordillera de la costa en sus tramos central y de igual forma se produjo la elevación de la sierra de Aroa, este levantamiento es responsable de la distribución de la secuencia sedimentarias que ocurrieron en Yaracuy desarrollándose con importantes aportes erosivos.
Durante este periodo se levantó el valle del Yaracuy, el cual fue rellenado con depósitos predominantemente continentales, asociados a los procesos de apertura graníticas que forman la sierra de Aroa.
Los espesores de los sedimentos acumulados en el valle del Yaracuy pueden sobrepasar cinco kilómetros; se encuentran organizados en dos capas principales, las cuales se dividen en grupo inferior y grupo superior, en la cual el inferior posee las capas de roca caliza y arenisca.
Estas rocas han sido formadas mayoritariamente en los flancos de la sierra de Aroa, mientras que la capa superior está formada por caliza gris principalmente ubicadas en la plataforma del valle del Yaracuy en donde se encuentran distintos tipos de roca caliza de color oscuro y caliza negras. Este tipo de rocas se encuentran ubicadas mayormente en la parte alta del valle del Yaracuy.  Todas estas formaciones rocosas dan origen a una depresión que pasa desde la Sierra de Aroa hasta el macizo de Nirgua conocida como valle del Yaracuy. En el macizo de Nirgua y la Sierra de Aroa predominan las rocas metamórficas del secundario y en el fondo de la depresión de Yaracuy y en varias partes de su sector montañoso predominan las rocas sedimentarias del cuaternario.

### Fauna
Se pueden apreciar diversos subconjuntos representativos de la fauna nacional, los mamíferos componen un total de 306 especies terrestres y 21 acuáticas en las cuales catorce son endémicas propias del estado. En total hay 11 órdenes y 45 familias. La mayoría de las especies se distribuyen ampliamente en el neo-trópico y en el estado. De todas las aves existentes en Venezuela en Urachiche se encuentran diversos representantes como son: las familias cathartidae (zamuros) y Parulidae (reinita), el campylorhynchus griseus (cucarachero), águilas, el Icterus nigrogularis (gonzalito), entre otras especies. Distintas especies de monos, ardillas, roedores, depredadores e insectos. El Monumento Natural María Lionza posee una vegetación de bosque subtropical, con una selva nublada bien desarrollada; mientras que la fauna predominante es de mamíferos tales como venados, jaguares, pumas; y reptiles ofidios como la boa constrictor, la tigra mariposa bothrops o la mapanare bothrops atrox

### Hidrografía
Posee los cauces principales de la región, como lo son el río Aroa, el cual nace en la sierra de su mismo nombre perteneciente al municipio Urachiche, continúa su curso por el estado Yaracuy hasta desembocar en el municipio Silva del estado Falcón. Su longitud aproximada es de 129 kilómetros y mantiene constante su caudal en el transcurso del año. Por su parte el río Yaracuy nace en la fila de la Enjalma al sur del municipio Urachiche. Su longitud aproximada es de 133 kilómetros y mantiene constante su caudal durante todo el año. Sus afluentes principales son los ríos Urachiche; el cual nace de la confluencia de los ríos Cocorotico y Tejar y el río Guama.

### Vegetación
En el área de la Sierra de Aroa se presenta una vegetación predominantemente de selvas; en tanto que, en el valle del Yaracuy la vegetación se caracteriza por formaciones espaciados en grandes extensiones, cubierto de gramíneas y con zonas boscosas que muestran áreas deforestadas dedicadas predominantemente a la actividad agrícola. En el sector intermedio entre la Sierra de Aroa y el valle del Yaracuy se encuentran bosques de galería.
Estos bosques están integrados por plantas intermedias características del clima moderado húmedo y se caracteriza por la clara presencia del bioma tipo bosque seco, la vegetación de sotobosque y las plantas que posee se desarrollan vegetativamente y presentan hojas de tamaño mediano. Por su parte los bosques higrófilos del tipo selva lluviosa que se caracterizan por desarrollarse en un ambiente húmedo tales como: los bosques siempre verde; presentan características estructurales que favorecen la transpiración y compensan la falta de luz, se encuentran ubicados al norte del municipio. Al sur del mismo, la vegetación corresponde al bioma de selva montana, particularmente en el Monumento Natural María Lionza donde se encuentra una selva nublada bien desarrollada y rica en especies, muchas de ellas endémicas, con árboles como palo de vaca, pinabete, marfil, cobalonga, copey, cacaón, cacaíto y caraña.

## Límites

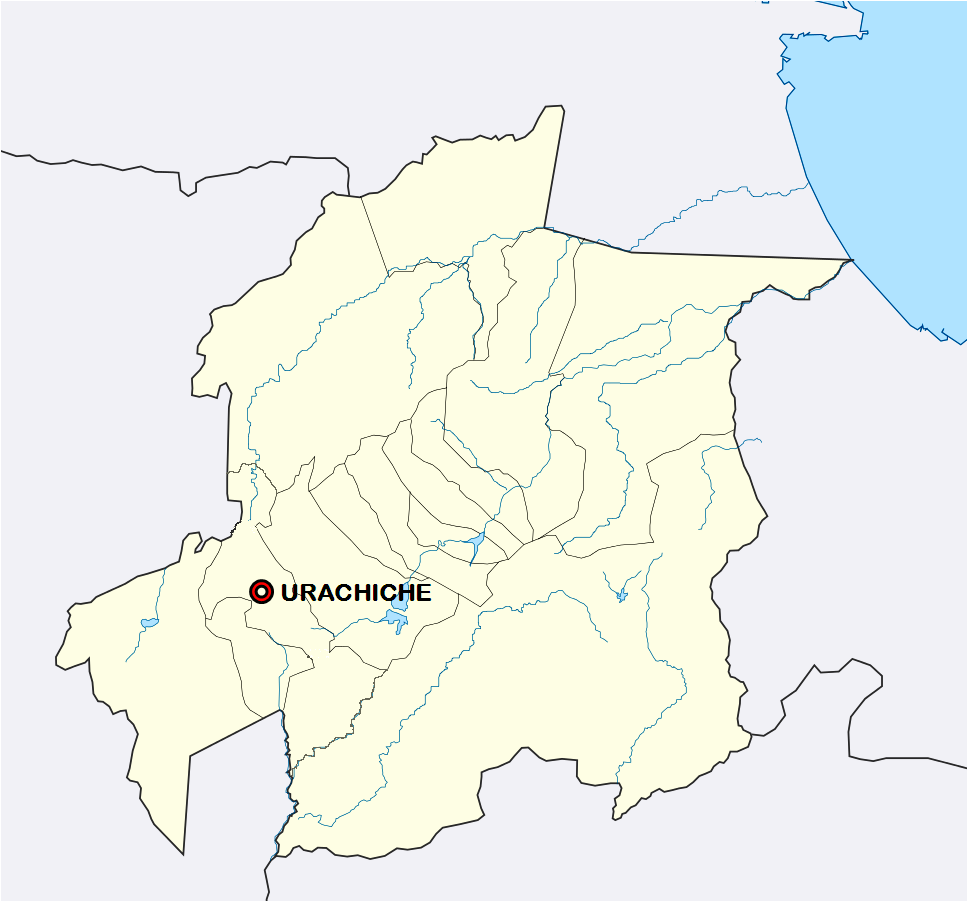
Yaracuy

El municipio limita con los siguientes municipios y estados:
- Limita al norte con el municipio Crespo del estado Lara.
- Limita al sur con el municipio José Antonio Páez y Nirgua, del estado Yaracuy.
- Limita al oeste con el municipio Peña, del estado Yaracuy.
- Limita al este con el municipio Bruzual, también del estado Yaracuy.

## Economía
La agricultura es la actividad económica más importante de este municipio. Los silos ubicados en la entrada de Urachiche, dejan entrever la inclinación productiva de las tierras aledañas, siendo el maíz una de sus vocaciones agrícolas, ocupando las mayores proporciones de terreno cultivado y de importancia en cuanto a niveles de producción; al igual que la producción de café, caña de azúcar y hortalizas varias.  también poseen gran importancia la siembra de legumbres tales como caraota y frijol.
La cría de ganado vacuno, se encuentra desarrollada en su mayoría por empresas dedicadas al mejoramiento de los mismos, aunque también existen ciertos grupos de campesinos dedicados a dicha actividad.
En su actividad artesanal, predominan los muebles tejidos en mimbre y en menor escala las lozas, figuras elaboradas en barro y cestas tejidas en hojas de maíz.
Cabe destacar que este municipio posee importante recursos de minerales no metalicos, en especial yeso y arena.

## Educación
Posee centros de educación primaria, educación media y media general en instituciones como las unidades educativas: Federico Quiroz, Jacinto Gutiérrez Coll, Luis Beltrán Prieto Figueroa y El Picure. Misiones educativas como la misión Robinson, misión Ribas y misión Sucre. De igual forma cuenta con núcleos de la Universidad Pedagógica Experimental Libertador, Universidad Nacional Experimental Francisco de Miranda y la Universidad Bolivariana de Venezuela.

## Sitios de interés
- Petroglifos
- Sitio histórico de "La Ceiba"
- Iglesia Parroquial San Juan Bautista
- Balneario "Higueronal"
- Montaña de "Quibayo"
- Balneario "Las Carpas"
- Plaza Bolívar
- Casa de la Cultura "Víctor Manuel Giménez Landínez"
- Balneario "La Nevera"
- Río Yaracuy
- Casco histórico de la ciudad
- Parque "San Esteban"
- Ateneo Alí Primera
- Manga de coleo de toros "Ramón Heredia"
- Toda la zona alta del municipio posee parajes de gran belleza y agradable clima templado

## Personajes
Juan Victoriano Giménez. Urachiche (Edo. Yaracuy) 1.874 - San Felipe (Edo. Yaracuy) 16-09-1.923.Militar y político. Hijo de Joaquín Giménez y de Juana de Giménez, de origen quiboreño ambos.
Se encuentra en Cabudare con el ejército invasor de Cipriano Castro (1.899) y se incorpora al batallón Urachiche que recibe su bautizo de fuego en la batalla de Nirgua. Con el grado de coronel de la división Lara - Yaracuy, tiene destacada actuación en la retirada de Rafael González Pacheco (1.902), figurando en diversas acciones, entre otras la batalla de Urachiche, donde muere su hermano Santiago cuando trataba de hacer preso al general Rafael Montilla, allí derrotado; y finalmente, en la batalla de La Victoria (octubre - noviembre de 1902) donde Castro liquida a la Revolución Libertadora.
Como político, forma parte del grupo de yaracuyanos que se unen por la autonomía estatal del Yaracuy. Secretario de Gobierno en 1.905 y luego gobernador de la sección Yaracuy del Gran Estado Lara (1.907-1.909), es senador por Yaracuy al Congreso Nacional en 1.910. Fue elegido por la Legislatura presidente de su estado para el período 1914-1919 y posteriormente reelecto para el período 1.919 - 1.924. Como gobernante, dedicó su actuación a la articulación, integración y consolidación del Yaracuy como entidad federal autónoma. A esos efectos dio una importancia especial a las comunicaciones para unir los distintos distritos; de ellas fueron especialmente importantes el ferrocarril de Palmasola a San Felipe, que logró con la compañía del Ferrocarril Bolívar e inauguró en 1.916 y la carretera directa de San Felipe a Nirgua que inauguró en 1.918.
Con el establecimiento de la compañía Fuerza y Luz Eléctrica del Yaracuy con capital yaracuyano, en 1.916, llevó la luz eléctrica a San Felipe y poblaciones vecinas, por vez primera, sustituyendo así el alumbrado de querosene. Impulsó y respaldó el establecimiento del servicio telefónico y de las primeras industrias del estado (una planta de hielo) y la C.A. Telares e Hilanderías del Yaracuy. Su mayor empeño lo dedicó al desarrollo de la enseñanza en el estado, a cuyos fines promovió y respaldó, con recursos oficiales, la creación de escuelas particulares de primera enseñanza y otros institutos de educación; fundó una biblioteca pública a la cual le dio el nombre de Simón Rodríguez; compró, en 1.921, la tipografía Yaracuyana que fue el inicio de la imprenta del estado Yaracuy; dio apoyo especial a la investigación científica, especialmente la conectada con la salud pública y fundó en San Felipe el colegio para varones Egidio Montesinos (19-12-1.916), el cual fue dotado con el material recuperado del antiguo colegio La Concordia de El Tocuyo.
En ese colegio se formó toda una generación de yaracuyanos, entre los cuales se podría recordar a Alberto Ravell, Rafael Caldera, Félix Pifano, Gilberto Antolínez, Nicolás Perazzo y muchos otros.
José Asunción Guerra autor del himno del municipio; escritor, poeta y docente de reconocida trayectoria. Nace el 17 de mayo de 1928, en el caserío El Junco del Municipio Urachiche. Hijo de María del Carmen Guerra; invidente desde los dieciocho meses de nacido, cursó estudios en la ciudad de San Felipe y Caracas, egresando de la Universidad Católica Andrés Bello como licenciado en Educación Especial.
Casado con Isabel Pérez Pastrán, representó a Yaracuy y Venezuela en varios congresos Panamericanos pro-ciegos, escribió un poemario contentivo de cincuenta poemas. Maestro de escuela en el estado Sucre, recibió reconocimientos por parte de la Universidad de Oriente.
En el año 2002 se publica oficialmente el himno del municipio Urachiche. Entre sus obras literarias se encuentra el Romancero de Imarai, entre otros poemas. En el año 2010, es homenajeado en el 7.º Festival Mundial de Poesía. Al momento de su fallecimiento se desempeñaba como asesor literario en la Casa de la Cultura Víctor Giménez Landínez. Dejó una novela incompleta y varios poemas inéditos. Fallece en su residencia el 15 de septiembre de 2011.
Federico Quiroz. Insigne educador, humanista y autodidacta nacido el 1º de diciembre de 1845. Realizó sus primeros estudios en el Colegio Nuestra Señora de Altagracia de Quibor en el vecino estado Lara, gracias a una pensión otorgada por el párroco de Urachiche Pbro. Elías Matheus. Allí continúa los cursos de letras y música que había iniciado en su poblado natal, culminándolos y regresando a Yaracuy para dedicarse a la enseñanza privada. A finales del siglo XIX, funda la Escuela Federal de Varones, génesis de la actual Escuela Básica Jacinto Gutiérrez Coll.
Tanto en su terruño urachicheño, como en la localidad de Guama donde fue transferido posteriormente, el maestro Federico Quiroz realizó una meritoria y encomiable labor educativa. En la actualidad en el municipio Urachiche, existe la Unidad Educativa Federico Quiroz que lleva su nombre en honor a este ilustre urachicheño.

## Festividades
Urachiche celebra sus fiestas patronales la última semana de junio, en honor a San Juan Bautista. En ellas se suele elegir a la Reina de las Ferias, se realizan toros coleados, desfiles de las instituciones educativas de la localidad entre otras actividades. Esta festividad culmina el 24 de junio con la celebración del día del Urachicheño
Las celebraciones de la Semana Santa que se realizan en Urachiche están consideradas entre las mejores del estado Yaracuy
En el mes de mayo se celebran las festividades en honor a la Cruz de Mayo. Las diferentes comunidades celebran las festividades en honor a sus patronos religiosos.
El 12 de octubre se realiza el baile en candela en la montaña de Quibayo ubicada en el Monumento Natural Cerro María Lionza al sur del municipio.

## Sectores de la ciudad
- Norte:Buenos Aires • Los Vegotes • El Cachicamo • Maimire • El Junco • El Vegón • Las Pavas • Quebrada de Oro • El Copey • Los Guamales • Sabana de Méndez • Cerro Largo.

- Casco Central: Centro I y II • Santa Inés • Curazao I y II • Vigirima • El Béisbol • Las Delicias • Pueblo Nuevo • El Cementerio •. El casco central está integrado por los barrios mencionados. Estos han experimentado un notable crecimiento y paulatina transformación en barrios comerciales.

- Este: Camunare Rojo y sus diferentes sectores • La Victoria • La Juventud• La Esperanza • Urb. Victor Giménez Landínez • Barrio Nuevo • El Polvorín • Belisa I y II • Urb. José Prudencio Vásquez. Estos sectores hasta hace poco tiempo fueron haciendas y granjas agrícolas. Actualmente el proceso de crecimiento urbano ha tocado a esta zona. Aún se conservan frondosos árboles que refrescan la estadía allí.

- Oeste: • Fundo Zamorano Bella Vista • Sector 27 de Febrero • Chirimaque • San Miguel •

- Sur:• Zona Industrial • Aguaruca • El Picure • Fundo Zamorano Aracal • Quibayo • El Oro •.

## Política y Gobierno
Alcaldes
| Período     | Alcalde           | Partido político / Alianza | % de votos | Notas |
| ----------- | ----------------- | -------------------------- | ---------- | --- |
| 1989 - 1992 | Gerardo Sánchez   | COPEI                      | -          | Primer alcalde electo bajo elecciones directas                                                                         |
| 1992 - 1996 | Armando Rodríguez | AD                         | -          | Segundo alcalde electo bajo elecciones directas                                                                        |
| 1996 - 1999 | Gerardo Sánchez   | COPEI                      | -          | Electo bajo elecciones directas                                                                                        |
| 1999 - 2000 | Gerardo Sánchez   | COPEI                      | -          | Reelecto (se realizaron elecciones generales adelantadas en el 2000 debido a la aprobación de la Constitución de 1999) |
| 2000 - 2004 | Gerardo Sánchez   | COPEI                      | 39,50      | 2548 Votos (Reelecto)                                                                                                  |
| 2004 - 2008 | Douglas Siónchez  | PSUV                       | 38,58      | 3476 Votos. Tercer alcalde electo bajo elecciones directas                                                             |
| 2008 - 2013 | Douglas Siónchez  | PSUV                       | 47,14      | 4458 Votos. (Reelecto)                                                                                                 |
| 2008 - 2013 | Nelby Galíndez    | PSUV                       | 43,10      | 4137 Votos. Cuarto alcalde electo bajo elecciones directas                                                             |

Concejo municipal
Período 2013 - 2017
| Concejales          | Partido político / Alianza |
| ------------------- | -------------------------- |
| Nahath Soto         | PSUV                       |
| Jorge Durán         | PSUV                       |
| Hermerson Alvarado  | PSUV                       |
| Restituto Figueredo | PSUV                       |
| Lenny Castillo      | PSUV                       |
| Nohelia Sivira      | PSUV                       |
| Luis Rivero         | VBR                        |